# Netter's Atlas of Human Anatomy
Netterův atlas anatomie je jedním z nejznámějších a nejuznávanějších atlasů lidské anatomie, vytvořený americkým lékařem a umělcem Frankem H. Netterem. Tento atlas je široce používán v lékařských školách a odborných institucích po celém světě, především díky svému detailnímu a realistickému zobrazení lidského těla. Je označován jako nejprodávanější anatomický atlas na světě.

## Historie
Frank Netter původně studoval umění, ale později se rozhodl věnovat medicíně. Během své lékařské kariéry se však vrátil k umění, když začal ilustrovat anatomické struktury pro medicínské účely. První vydání jeho atlasu vyšlo v roce 1989 a okamžitě se stalo populárním díky kombinaci přesnosti a estetiky.

## Obsah
Netterův atlas obsahuje tisíce detailních barevných ilustrací lidského těla, včetně kosterní, svalové, nervové, cévní, dýchací, trávicí a vylučovací soustavy. Kresby jsou doplněny popisy anatomických struktur a vysvětlením jejich funkcí. Každá ilustrace je navržena tak, aby co nejlépe zprostředkovala prostorové vztahy mezi jednotlivými částmi těla.

## Využití
Atlas je oblíbený mezi studenty medicíny, zdravotnickými pracovníky a odborníky na anatomii. Kromě vzdělávacích účelů slouží také jako referenční materiál pro chirurgy, radiology a další specialisty, kteří potřebují detailní vizuální přehled o lidském těle.

## Aktualizace
Po smrti Franka Nettera bylo jeho dílo aktualizováno dalšími lékaři a umělci, kteří pokračovali v jeho práci a přizpůsobovali atlas novým poznatkům v medicíně. V současnosti je k dispozici několik vydání, která zahrnují také digitální verze a interaktivní nástroje pro lepší porozumění anatomii.

## Odkaz
Netterův atlas anatomie zůstává jedním z nejdůležitějších a nejuznávanějších děl v oblasti anatomické ilustrace a jeho vliv je patrný i dnes, více než 30 let po jeho prvním vydání.